# Вшеспортовний
Вшеспортовний стадион (чеш. Všesportovní stadion) — футбольный стадион в городе Градец-Кралове, домашняя арена одноимённого клуба.
Также стадион имеет народное название «Под Лизатки» (чеш. Pod lízátky), что в переводе с чешского означает «под леденцами». Такое название закрепилось за стадионом из-за осветительных мачт, похожих на леденцы. Стадион был открыт 11 мая 1966 года.
Когда «Градец-Кралове» в 2010 году получил повышение в Высшую лигу, вместимость стадиона составляла 4000 мест. Начиная с сезона 2011/12 вместимость была увеличена до 7220 зрителей.